# Widen Saucedo
Widen Saucedo Candia (Santa Cruz de la Sierra, 1 de marzo de 1997) es un futbolista boliviano que juega como defensa en San Antonio de la Primera División de Bolivia.

## Estadísticas
| Club              | País    | Año         |
| ----------------- | ------- | ----------- |
| Destroyers        | Bolivia | 2019        |
| Oriente Petrolero | Bolivia | 2020        |
| Royal Pari        | Bolivia | 2021 - 2022 |
| Nacional Potosí   | Bolivia | 2023        |
| Wilstermann       | Bolivia | 2024        |